# Бэддили, Джеймс
Сэр Джеймс Бэддили (англ. James Baddiley; 15 мая 1918, Манчестер, Великобритания — 17 ноября 2008, Кембридж, Великобритания) — британский биохимик, специалист в области структуры коэнзимов и работы клеточной стенки бактерий. Он был избран членом колледжа Пемброк, принимал активное участие в государственной работе не только в качестве председателя в Кембриджском университете, но и на национальном уровне. Был посвящён в рыцари в 1977 году.
Член Лондонского королевского общества (1961).

## Краткая биография
Джеймс Бэддили, также известный как Джим, родился 15 мая 1918 года в Дидсбери, Манчестер и был вторым из четырёх детей в семье. Отец — также Джеймс Бэддили, был сыном владельца лошадей, а мать — Иви Логан Като, дочь Логана Като, часовщика из Манчестера. Семья происходила из Южного Йокшира и была очень тесно связана с земледелием. Джеймс старший (1885—1951) был единственным, кто стал учёным, закончив Лидский университет в 1907 году по специальности «Химия красителей». После работы с профессором Грином в Лидсе он открыл фирму «Levinstein Ltd at Blackley» в Манчестере. Когда образовалась фирма Imperial Chemical Industries (ICI) в 1962 году, он стал главой исследовательского отдела лакокрасочной группы и занимал эту должность вплоть до своей отставки. В 1939 Бэддили был награждён медалью Перкина. Джеймс верил в независимость чистой прикладной науки и имел множество контактов с академическими учёными.
Джим Бэддили учился в Манчестерской гимназии, где специализация начиналась после 6 класса. Ещё с младших классов его увлекали химия и биология. Поощряемый своим отцом, Бэддили использовал свои карманные деньги для проведения химических экспериментов дома. Он любил гимнастику и часто побеждал в соревнованиях. В шестом классе Бэддили попал под влияние биолога Яппа, который и привёл его в биохимию. Объектами изучения в старшей школе стали химия, физика и биология, а также английский и немецкий языки.
В 1937 году по совету своего отца он поступил в Манчестерский университет, где в это время преподавали Гейлборн и Полани. Бэддили потратил первый год на изучение математики, по которой отстал из-за вступительных экзаменов. В 1938 молодой Александер Тодд, позднее лорд Тодд, оказал наибольшее влияние на жизнь Джима. Вдохновлённый лекциями Тодда, Джим, на своём последнем курсе, занялся амбициозным проектом по доказательству структуры рибонуклеозидов и рибонуклеотидов путём их синтеза. Вместе с Базелом Литгоем он начал работы по синтезу пуриновых нуклеотидов для подтверждения места связывания с остатком сахара. В начале они использовали D-ксилулозу вместо более дорогой D-рибозы. Кроме того, во время военных действий, Джим был вовлечён в исследования по установлению структуры пенициллина.

## Научные исследования

### Нуклеотиды и коэнзимы
Одной из первых задач в программе Тодда по изучению нуклеозидов было подтверждение (путём синтеза) места присоединения рибозы к азотистому основанию в пуриновых рибонуклеозидах, в частности, в аденозине. Бэддли синтезировал 9-D-2-ксилопиранозил-2-метиладенин и, вместе с Джорджем Кеннером 9-D-рибопиранозил аденин, изомер аденозина,. Когда Бэддли переехал в Кембридж, то получил возможность работать с новым фосфорилирующим агентом — дибензил фосфорохлоридатом — и смог применять его в нуклеотидном синтезе. Из аденозина (при помощи нового реагента) он получил защищённый фосфотриэфир. в дальнейшем, полученный фосфотриэфир позволил получить аденозин-5’-фосфат, аденозин-5’-дифосфат и аденозин-5’-трифосфат,. Это был первый синтез нуклеотидного кофермента в мире, что стало замечательным достижением в то время. В Листеровском институте основное внимание было уделено коферменту А (CoA). Липманном было показано, что по своей структуре коэнзим А является производным пантотеновой кислоты. Бэддили и Тэйн синтезировали 4’-фосфат пантотеновой кислоты и показали, что это соединение идентично одному из продуктов гидролиза CoA (схема гидролиза до этого была предложена Липминном): аденозин-5’-фосфату и 2-аминоэтантиолу, которые также были обнаружены ранее в гидролитическом растворе,. Пантетеин и пантетеин-4'-фосфат также были синтезированы Бэддили для установления химической структуры кофермента А,,. Полученные синтетические материалы были использованы группой Липманна для микробиологических исследований с организмами по выявлению конкретных шагов синтеза кофермента А. Полная структура исследуемого коэнзима стала понятна только после того, как выяснили расположение третей фосфатной группы в аденозине, что показал проведённый ранее ферментативный гидролиз,. Но синтез 3’-дифосфо-CoA стал для группы Бэддили не увенчался успехом, в основном из-за проблем, связанных с защитой тиольной группы. Сам кофермент А успешно синтезировала другая научная группа в 1969 (Линен). После сотрудничества с Эрнестом Гейлом научная группа Джеймса Бэддили показала, что синтетический пиродоксаль фосфат является коэнзимом бактериальной декарбоксилазы Streptococcus faecalis. Бэддили, затем, заинтересовался аденинтиометилпентазидом из дрожжей и вместе с Кантони в Кливленде показал, что это был один из продуктов распада аденозилметилтионина (так называемого в биохимии «активного метионина») — биологического метилирующего агента. Бэддили и Грэхам Джеймсон смогли синтезировать его, тем самым подтвердив структуру.

### Тейхоевая кислота
Первые её препараты были получены Бобом Гринбергом при помощи кислотной экстракции клеток L. arabinosus: кислотный гидролиз в таком случае приводит к получению рибита, фосфатов глицерина и продуктов их разложения. Экстракт после кислотного гидролиза содержал тейхоевую кислоту, рибитол фосфат и глюкозу в случае L. arabinosus и Bacillus subtilis, а в случае Staphylococcus aureus - глюкозоамин; все три содержали аланин. Анализ гидролиза клеточных стенок при помощи фосфорной кислоты показал, что рибитол тейхоевой кислоты представлен на уровне 30-50 % от сухой массы стенки. В дальнейших исследованиях стало ясно, что в построение клеточных стенок каким-то образом также вовлечены полимерные фосфаты, связанные с клеточными мембранами. Эти полифосфаты в экспериментальной практике получали путём центрифугирования лизированных клеток при более высокой скорости. Термин «тейхоевая кислота» был расширен за счёт фосфатных полимеров, содержащихся в капсулах некоторых организмов. Со структурной точки зрения было установлено, что сахарофосфатные полимеры, лишённые глицерина или рибитола, существовали, и они были также отнесены к тейхоевым кислотам. В тейхоевые кислоты из клеточных мембран была первоначально включена внутриклеточная тейхоевая кислота, но, когда выяснилось, что внутриклеточные тейхоевые кислоты имели гликолипид на конце, они стали называться липотейхоевыми кислотами. Экстракция тейхоевых кислот из стенок бактериальных клеток требовала кислотных или щелочных условий, и стало очевидно, что существует ковалентная связь с петидогликанами из клеточной стенки.
Бэддили рассмотрел биосинтез стеночного глицерола тейхоевой кислоты из Staphylococcus Lactis. В организмах, в которых тейхоевая кислота была рибитолового типа, маленькое количество глицерина и его фосфатов всегда образовывалось при гидролизе. Это навело на подозрение, что короткая последовательность из глицерофосфатного олигомера может быть связана с пептидогликаном.

## Личная жизнь
Джим был мастером экспериментальной работы. У него были интуитивные способности, которые позволяли ему справиться с капризами органических реакций. Его лабораторные журналы были образцовыми, а эксперименты были написаны в такой форме, что их сразу можно было бы отдавать в публикацию. Он был полон решительности и целеустремлённости, как подобает члену Университетского клуба альпинистов. Во времена его студенческой жизни в Манчестере, Джим и его школьный друг Боб Дэвис, забрались на крышу Химического факультета, что стало толчком к началу занятий скалолазаньем в Северном Уэльсе. В научной среде Бэддили вёл себя крайне скромно и почтительно по отношению к другим учёным. Хотя Алекс Тодд обладал крупным научным влиянием, Бэддили гораздо больше был заинтересован в биологических аспектах химии и лучше себя чувствовал в компании биохимиков и биологов.
Джим Бэддили женился в 1944 на Хейзел Таунсенд, которая в итоге стала опорой всей его жизни. Он интересовался изобразительным искусством и музыкой. Хейзел была дизайнером тканей, они с супругом имели много общего. В первые дни в Кембридже молодая пара вела активную социальную жизнь и дом семьи Бэддили был центром для молодых людей, кто переехал из Манчестера и для жён зарубежных гостей Химического факультета. Хейзел помогла Элисон Тодд (позднее леди Тодд), в создании клиники по контролю рождаемости и была вовлечена в благотворительные дела. Их сын Кристофер родился во время необычайно холодной зимы 1947. Их период жизни в Стокгольме, который начался позже в 1947, резко контрастировал с жизнью в Кембридже. В то время как Джим работал в институте Веннера-Грена большую часть времени, Хейзел чувствовала себя одинокой с маленьким ребёнком в странном городе, в котором даже не могла ни с кем поговорить. К концу жизни в Стокгольме у Хейзел появилось несколько друзей, но семья Бэддили вновь была вынуждена вернуться в Великобританию по прошествии 18 месяцев. В 1954 Джим подружился с Фрицем Липманом и встретился со многими американскими биохимиками.
В Ньюкасле Джим и Хейзел поначалу жили в общежитии при университете в Элдон Плэйс, всего в нескольких дверях от дома Джорджа и Роберта Стефенсона, первооткрывателей железной дороги. Джим и Хейзел нашли общежитие полезным для того, чтобы найти университетских друзей, которые тоже жили там. После двух лет они построили новый дом в парке Вулсингтон, всего в пяти милях от университета. Хейзел принимала активное участие в социальной жизни университета, помогая развить общество «Университетских жён», которое помогало бы жёнам учёных. Она развивала свои интересы в семейном планировании, которое иногда включало в себя визиты в более удалённые уголки Ньюкасла. В новом доме они принимали друзей и зарубежных гостей также как и членов исследовательской группы Джима. Хейзел занималась также лошадиными скачками. Этот интерес появился у неё после жизни в Кембридже. В Ньюкасле она изучила тонкости этого дела и стала квалифицированным инструктором Британского Общества Верховой Езды.
Джим Бэддили имел множество интересов в своей жизни: он увлекался музыкой, как классической, так и джазом, и обладал впечатляющей коллекцией записей. Он любил изобразительное искусство и фотографию, каникулы за рубежом в хороших отелях. В возрасте 80 лет он впервые сел за компьютер и оставил обширные заметки о своей жизни. Джим и Хейзел вели активную социальную жизнь в Кембидже. В старости они жили в модернизированном доме семнадцатого века (коттедж Хилл-Топ) в Хилдершейме, к югу от Кембриджа. Хейзел понравилась деревенская жизнь в Хилдершейме, в том числе церковь, где она принимала участие в церковном хоре. Джим заметил в своих мемуарах, что его родители были открыто против религии в какой-либо форме. Сам он, как учёный, не нашёл убедительных доказательств для веры и после школы никогда не посещал церковь, кроме свадьбы и похорон.
В обычной жизни Джим был очень дружелюбным, мягким и с чувством юмора. Он всегда был целеустремлённым в достижении своих целей. С молодости курил трубку. После отъезда из Лондона, где он играл в сквош, Джим активно спортом не занимался, но всегда поддерживал отличную форму всю свою жизнь. Он не любил большие международные научные встречи. Он больше предпочитал тихие и укромные научные дискуссии, как например на Гордоновской Конференции.
Джим и Хейзел отпраздновали бриллиантовую свадьбу в Пембрук Колледже в 2004. Хейзел умерла в 2007, прямо во время подготовки к переезду в квартиру на Гранж Роад в Кембридже. У них был счастливый брак, в котором Хейзел всегда поддерживала Джима и была опорой в трудные времена, поэтому уход Хейзел сильно опечалил его. Джим мирно скончался в больнице Адденбрука, в возрасте 90 лет 19 ноября 2008 года, оставив сына Кристофера и двое внуков — Алекса и Антея. Кристофер начинал карьеру в качестве физика. Он стал хорошо известен как лектор и выиграл награду Галлилео за его работу о городском свете, мешающем исследованиям в области астрономии.

## Участие в общественной деятельности
Бэддили работал в Комитете по химии и технологии ферментов, Комитете по биологическим наукам и в консульстве по исследованиям в науке и инженерии. Для Королевского общества он был членом Совета правительственных субсидий по химии (секционный комитет 3 — химия), секционный комитете по биохимии. При отправлении из Артур Бирч в Австралийский Национальный университет в Канберре в 1967, Бэддили присоединился к Консультативному комитету по стипендиям компании Ciba. Он был одним из членов различных советов и комитетов: Химическое общество (ныне — Королевское общество химиков), Биохимическое общество и общество химической микробиологии. Он был членом редколлегии Биохимических препаратов и Кембриджских исследований в области биотехнологии. С 1994 он был вице-президентом Альцгеймерского исследовательского траста и был одним из членов-основателей междисциплинарного комитета Консехо культуры Мундиал (всемирный культурный совет), базирующийся в Мексике.